# Pulau Sombori
Pulau Sombori är en ö i Indonesien.   Den ligger i provinsen Sulawesi Tengah, i den centrala delen av landet, 1 800 km öster om huvudstaden Jakarta. Arean är 0,10 kvadratkilometer.
Terrängen på Pulau Sombori är lite kuperad. Öns högsta punkt är 85 meter över havet. 